# On són les dones
On són les dones (abreujat OSLD) és un col·lectiu que analitza la presència de dones als espais d'opinió dels mitjans de comunicació de Catalunya i en denuncia l'absència tot demanant que es doni veu i s'escolti les dones expertes.

## Origen
L'origen de l'etiqueta es remunta al desembre de 2013, quan amb l'etiqueta #onsonlesdones, l'activista Liz Castro denunciava per Twitter l'absència de les dones dels programes d'opinió. Arran d'ella, moltes més veus van sorgir i l'etiqueta es va generalitzar a la xarxa social, estenent-se a d'altres. D'aquesta manera es volia mostrar la invisibilització sistemàtica de més de la meitat de la població i es gestava el naixement d'un petit grup de dones, que s'anà ampliant fins a cinquanta de diferents edats, nivell d'estudis i professions i amb posicions ideològiques diverses però totes actives en diferents causes socials, amb l'objectiu de crear aliances i transformar la realitat.

## Treball actual
A partir del mes de juny de 2016 i unides per la causa comuna d'acabar amb la sobrerepresentació masculina en els espais d'opinió dels mitjans de comunicació catalans (premsa escrita, premsa digital, ràdio i televisió), s'inicià el recompte diari de la composició de gènere dels espais d'opinió i el 28 de juliol es va presentar el manifest fundacional de la seva iniciativa.
Periòdicament han anat realitzant recomptes, analitzant espais d'opinió de diferents mitjans i presentant-ne els resultats com a informes on assenyalen el desequilibri de gènere per a cada mitjà. El febrer de 2017 van convocar una taula rodona amb el títol “Les dones als espais d'opinió dels mitjans”, que va tenir com a ponents Esther Vera (diari Ara), Karma Peiró (Nació Digital), Lídia Heredia (TV3) i Mònica Terribas (Catalunya Ràdio).
El seu treball consisteix a analitzar el problema, però consideren que la responsabilitat de posar-hi remei recau en els mateixos mitjans, així com en les autoritats públiques que han de vetllar perquè es garanteixi la igualtat efectiva de dones i homes també en el cas dels mitjans de comunicació, en compliment de les disposicions legals. 
A través del seu compte de Twitter, es fan ressò de la manca de dones no només als mitjans de comunicació sinó també en l'àmbit de l'acadèmia, la política, la cultura, en actes, entre d'altres, fent extensiva la denúncia per la discriminació envers la dona.
On Són les dones s'inscriu dins de l'activisme ja iniciat per altres col·lectius que les han precedides a denunciar la invisibilització de les dones als mitjans de comunicació, com l'Associació de Dones Periodistes de Catalunya (ADPC), i se senten partícips en la lluita comuna que diferents grups de dones estan realitzant arreu del món, com Clásicas y Modernas, a l'estat espanyol; Hay Mujeres, en l'àmbit llatinoamericà, o Women Also Know Stuff, en l'àmbit anglosaxó.
El gener de 2020, On Són Les Dones presenta una queixa al Síndic de Greuges, aportant les dades analitzades, i denunciant no només la invisibilització de la dona als espais d'opinió dels mitjans sinó també el racisme institucional, ja que només el 0,5% de veus són de persones en condició de racialització. El grup subratlla no només la manca de paritat als mitjans de comunicació sinó l'incompliment de la Llei 17/2015 d'igualtat efectiva d'homes i dones, que en l'article 25 obliga a la paritat i la diversitat en els espais d’opinió dels mitjans. En aquest sentit, el col·lectiu denuncia que la Generalitat de Catalunya, l’Ajuntament de Barcelona i altres administracions catalanes segueixen concedint subvencions, ajuts i premiant amb publicitat institucional els mitjans que no compleixen aquesta llei.
El 13 de desembre de 2020, Òmnium Cultural concedeix al col·lectiu el Premi de Comunicació Muriel Casals 2020.